# Kvanløse
Kvanløse is een plaats in de Deense regio Seeland, gemeente Holbæk, en telt 264 inwoners (2008).